# Миропільська сільська рада (Дзержинський район)
Миропільська сільська рада (у 1926—1938 роках — Миропільська селищна рада) — колишня адміністративно-територіальна одиниця та орган місцевого самоврядування в Дзержинському (Миропільському, Романівському) районі Волинської округи, Вінницької й Житомирської областей Української РСР з адміністративним центром у селі Миропіль.

## Населені пункти
Сільській раді на час ліквідації були підпорядковані населені пункти:
- с. Миропіль

## Населення
Кількість населення ради, станом на 1923 рік, становила 1 485 осіб, кількість дворів — 154.
Кількість населення ради, станом на 1931 рік, становила 1 412 осіб.

## Історія та адміністративний устрій
Створена 1923 року в містечку Миропіль Миропільської волості Полонського повіту Волинської губернії. 7 березня 1923 року увійшла до складу новоствореного Миропільського району Житомирської (згодом — Волинська) округи. 23 лютого 1924 року, відповідно до рішення Волинської ГАТК (протокол № 7/2 «Про зміни меж округів, районів та сільрад»), підпорядковано с. Новий Миропіль внаслідок приєднання Ново-Миропільської сільської ради Миропільського району. 24 лютого 1926 року, відповідно до постанови ВУЦВК «Про встановлення точного реєстру селищних рад в залюднених пунктах з переважним єврейським населенням на терені Української Соціялістичної Радянської Республіки», реорганізована до рівня селищної ради. 15 червня 1926 року в с. Новий Миропіль відновлено окрему сільську раду. 3 травня 1938 року реорганізована в сільську раду. На 1 жовтня 1941 року як окрема адміністративно-територіальна одиниця не значилася.
Станом на 1 вересня 1946 року сільська рада входила до складу Дзержинського району Житомирської області, на обліку в раді перебувало с. Миропіль.
Ліквідована 12 квітня 1948 року, відповідно до указу Президії Верховної ради Української РСР «Про деякі зміни в адміністративному устрої Житомирської області», с. Миропіль об'єднано з с. Новий Миропіль, територію ради приєднано до складу Новомиропільської сільської ради Дзержинського району Житомирської області.